# SEPT3
SEPT3‏ (Septin 3) هوَ بروتين يُشَفر بواسطة جين SEPT3 في الإنسان.